# 杜克洛斯角
杜克洛斯角（英語：Ducloz Head），是南極洲的海岬，位於南喬治亞島南岸，處於安丁南港入口處西北部，在1819年由俄羅斯探險隊繪入地圖，現時由英國海外領土管轄。